# Saint-Georges-d’Elle
Saint-Georges-d’Elle ist eine französische Gemeinde mit 378 Einwohnern (Stand 1. Januar 2022) im Département Manche in der Region Normandie. Sie gehört zum Arrondissement Saint-Lô und zum Kanton Pont-Hébert.
Sie grenzt im Nordwesten an Couvains, im Nordosten an Cerisy-la-Forêt, im Osten an Montfiquet (Berührungspunkt), im Südosten an Bérigny, im Süden an Saint-Pierre-de-Semilly und im Südwesten an Saint-André-de-l’Épine.

## Bevölkerungsentwicklung

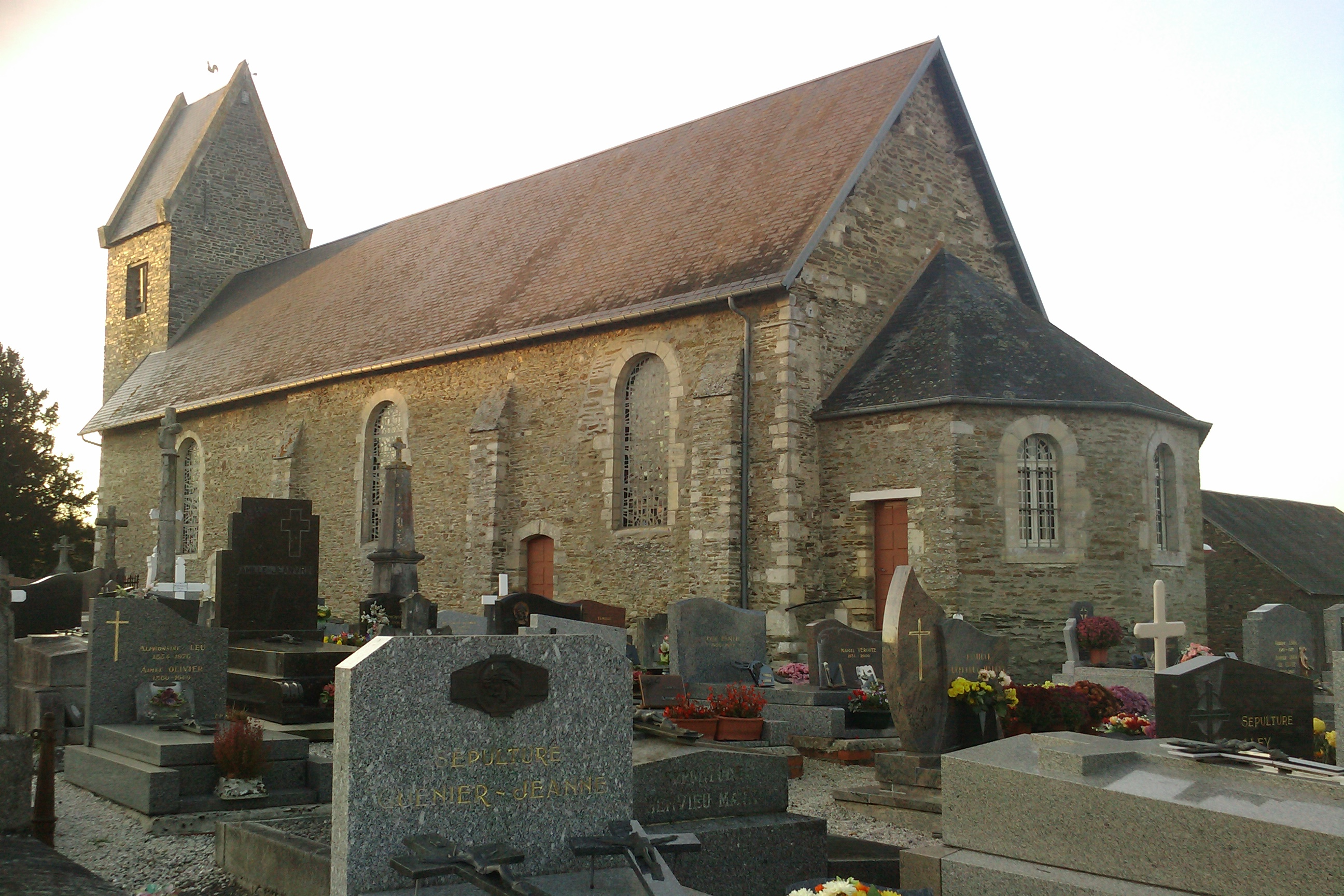
Kirche Saint-Georges

| Jahr      | 1962 | 1968 | 1975 | 1982 | 1990 | 1999 | 2008 | 2015 |
| --------- | ---- | ---- | ---- | ---- | ---- | ---- | ---- | ---- |
| Einwohner | 322  | 296  | 252  | 319  | 375  | 365  | 378  | 397  |